# Eolasianismo

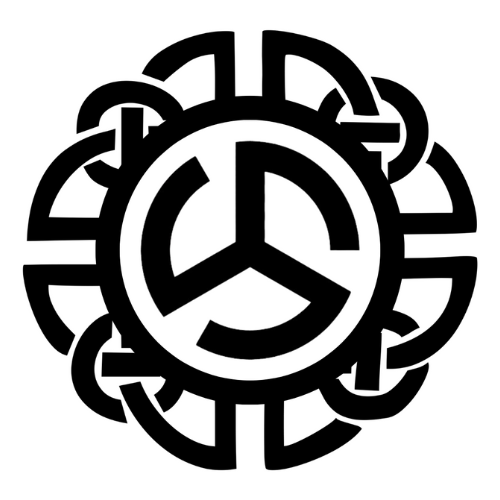
Triskelião Eolasiano, um dos muitos símbolos da religião.

O Eolasianismo, também conhecido como “Movimento da Fé Brasileira”, é um movimento religioso e espiritual contemporâneo de origem brasileira que propõe um sistema sincrético fundacional baseado na leitura literal da Bíblia e na crença nos princípios e eventos presentes nas mitologias celtas, hiperbóreas e tradições indígenas brasileiras. Rejeitando explicitamente as instituições e doutrinas do cristianismo moderno, tanto católico quanto protestante. O Eolasianismo busca estabelecer uma nova fé nacionalista, espiritual e simbólica, centrada no que denomina o “Eixo Braz-Hiperbóreo”. Embora mantenha a leitura da Bíblia, o movimento não a considera benigna e muito menos, única. O movimento incorpora elementos típicos de religiosidades arcaicas e mitológicas, como o mito de Hy-Brasil, reinterpretado como profecia do destino messiânico do Brasil e a adoração de deuses e entidades brasileiras, principalmente o deus "Tupã" e o deus "Nhanderu". Nesse sentido, o Eolasianismo constitui uma forma de esoterismo nacional, com forte carga simbólica, estética e cultural inspirada em tradições pagãs pré-cristãs e nacionalistas, configurando-se como um exemplo contemporâneo de religiosidade identitária.

## Fundação
O movimento também, segundo o Acentelhato Braz-Hiperbóreo, livro religioso que fundou o Eolasianismo, parece incorporar diversos conceitos espirituais e psicológicos alheios às religiões abraâmicas e pagãs, como por exemplo, a prática do “soltar”, claramente inspirada nos ensinamentos de Lester Levenson e conceitos de “transurfing”, presentes nos livros do ex-cientista soviético Vadim Zeland.
O fundador do movimento religioso, antes, católico tradicional, virou-se para o paganismo em busca de resgatar os valores católicos que, segundo ele, a própria Igreja, com o passar dos anos, posicionou-se contra, alegando que os católicos e quaisquer outras denominações cristãs: “Não seguem o livro que tanto dizem ser sagrado, muito menos confiam naquele que dizem amar, Deus.” Bem como acusa-os de, atualmente, se aproximarem mais do satanismo, com conceitos como igualdade e liberdade, do que dos princípios de Deus.
O Eolasianismo é também, a base religiosa de alguns membros da Frente Nacional Socialista Pátria-Novista, um movimento político brasileiro de viés nacionalista, autoritário e tecnocrata. A FRENASPAN, antes, um movimento católico, desvinculou-se do catolicismo por conta de conflitos ideológicos com a doutrina moderna assumida pela Igreja após o Concílio Vaticano II, adotando uma posição secular.
O movimento, consequentemente, acabou posicionando-se contra as religiões abraâmicas tradicionais, acusando-as de “hipocrisia”. O livro fundacional, embora de forma alegórica, descreve o Deus Abraâmico como "maligno e sádico", o que também, logicamente, posiciona o movimento contra as religiões abraâmicas.

## Doutrina
Segundo a doutrina do movimento, Deus não se mostrou exclusivamente ao povo judaico, mas sim, a diversas outras civilizações de formas diferentes, trazendo-lhes a Verdade, ainda que esta possa ter sido distorcida com o passar dos anos. O Movimento da Fé Brasileira propõe uma cosmovisão que integra as religiões pagãs pré-cristãs europeias e ameríndias à sua doutrina como manifestações diretas do “Eolas”, que seria uma espécie de inspiração divina, entregue a indivíduos ou advinda de seres diretamente enviados por Deus em diferentes épocas e a diferentes civilizações. A palavra “Eolas” é um vocábulo celta antigo e significa “conhecimento” em português. As religiões indígenas brasileiras são tratadas com extremo respeito pelo Eolasianismo. Os membros afirmam que a semelhança entre a simbologia indígena brasileira, com seus sinais teogônicos e cosmológicos e o paganismo indo-europeu, com suas runas, são provas concretas da ligação entre os dois povos e da manifestação do Eolas, ou aos seus precursores ou a eles próprios.

O movimento critica claramente a fé abraâmica em diversos momentos. No Acentelhato Braz-Hiperbóreo, as críticas aparentam direcionarem-se não apenas à Igreja Católica, mas ao cristianismo como um todo:
"Mais do que uma incoerência teológica, o cristianismo moderno representa um enfraquecimento espiritual. Ele desarma os povos, ensina-lhes a resignação, converte sábios guerreiros indígenas em pacifistas impotentes e os transforma em servos não de Deus, mas da ordem vigente. A fé cristã se tornou uma aliada da passividade, da espera, da entrega ao sofrimento como virtude. Isso interessa profundamente aos que desejam um povo dócil, controlável e rendido."
É clara também a intenção do movimento de resgatar a fé indígena brasileira e transformá-la numa religião nacional, negando qualquer influência estrangeira, até mesmo as vindas de Jesus Cristo, pois segundo a doutrina, Tupã deveria estar no lugar de Cristo e Nhanderu deveria estar no lugar de Deus:
"Nossa fé não deve estar disposta num “salvador” judeu do Oriente Médio, que se negava a ajudar qualquer um que não fosse daquelas terras, como exemplificado nos versículos 21 em diante no décimo quinto capítulo do livro de Mateus, no qual Jesus se recusa a ajudar uma mulher cananeia por ela não ser judia. Somente depois de muito insistir ela é atendida, como uma mera exceção. Esse trecho, longe de confirmar um messias universal, revela uma lógica tribal, restrita, que não contempla a todos de forma igual, como a Igreja tanto tenta impor."
O Movimento da Fé Brasileira mantém costumes extremamente conservadores, mais conservadores do que os católicos tradicionalistas, defendendo a proteção do núcleo familiar brasileiro, a submissão da mulher e a manutenção de uma sociedade guerreira, na qual todos os homens seriam soldados e protetores, como em tribos indígenas brasileiras, mas ao mesmo tempo, se manifesta em favor da prática da eutanásia e do aborto quando executados pelo Estado, conceitos aos quais os conservadores normalmente colocam-se contra. A religião, logo, opõe-se completamente ao pacifismo, normalmente adotado pelos cristãos modernos, considerando-o uma "fraqueza" que impede o desenvolvimento espiritual e material de qualquer povo.